# Celestino Vietti
Celestino Vietti-Ramus (Cirié, 13 ottobre 2001) è un pilota motociclistico italiano.

## Carriera

### Gli inizi: CIV e CEV
Nel 2015 vince il campionato italiano Premoto3 250 4t, categoria del CIV in cui vince 7 gare su 8. Il 15 dicembre 2015 entra a far parte della VR46 Academy restando nel CIV ma salendo di categoria, passando in Moto3 per la stagione 2016 nella squadra RMU Racing. Dopo una stagione nella Moto3 del CIV dove si classifica 12º, nel 2017 arriva il debutto nel CEV Junior World Championship con lo SKY Racing Team VR46 dove si classifica 25º.
Nel 2018 corre per il secondo anno consecutivo nel CEV Junior World Championship, sempre con lo SKY Racing Team VR46. Conclude al 10º posto. In più, ha modo di esordire nel motomondiale, sempre con lo stesso team, in sostituzione dell'infortunato Nicolò Bulega. Alla gara del debutto in Giappone ottiene il 14º posto e i primi punti iridati, in Australia ottiene il suo primo podio con il 3º posto. Corre anche in Malesia, dove è costretto al ritiro in seguito a una caduta mentre si trovava in terza posizione, e a Valencia dove conclude 10º. Termina la sua stagione al 25º posto in classifica con 24 punti.

### Moto3
Nel 2019 diventa pilota titolare nello stesso team, con compagno di squadra Dennis Foggia. Ottiene tre terzi posti (Spagna, Catalogna e Giappone). Il 5 ottobre 2019 conquista la prima pole in carriera in occasione del Gran Premio di Thailandia. Il 17 novembre al termine dell'ultima gara a Valencia conquista il titolo di esordiente dell'anno 2019. Chiude la stagione al 6º posto con 135 punti.
Nel 2020 corre con lo stesso team della stagione precedente, il compagno di squadra è Andrea Migno. Ottiene un terzo posto in Andalusia. Il 23 agosto vince la sua prima gara nel gran premio di Stiria al Red Bull Ring. Giunge secondo nel Gran Premio dell'Emilia Romagna. L'11 ottobre vince la sua seconda gara nel Gran Premio di Francia, dopo essersi portato in prima posizione al penultimo giro con un doppio sorpasso. Chiude la stagione al 5º posto con 146 punti.

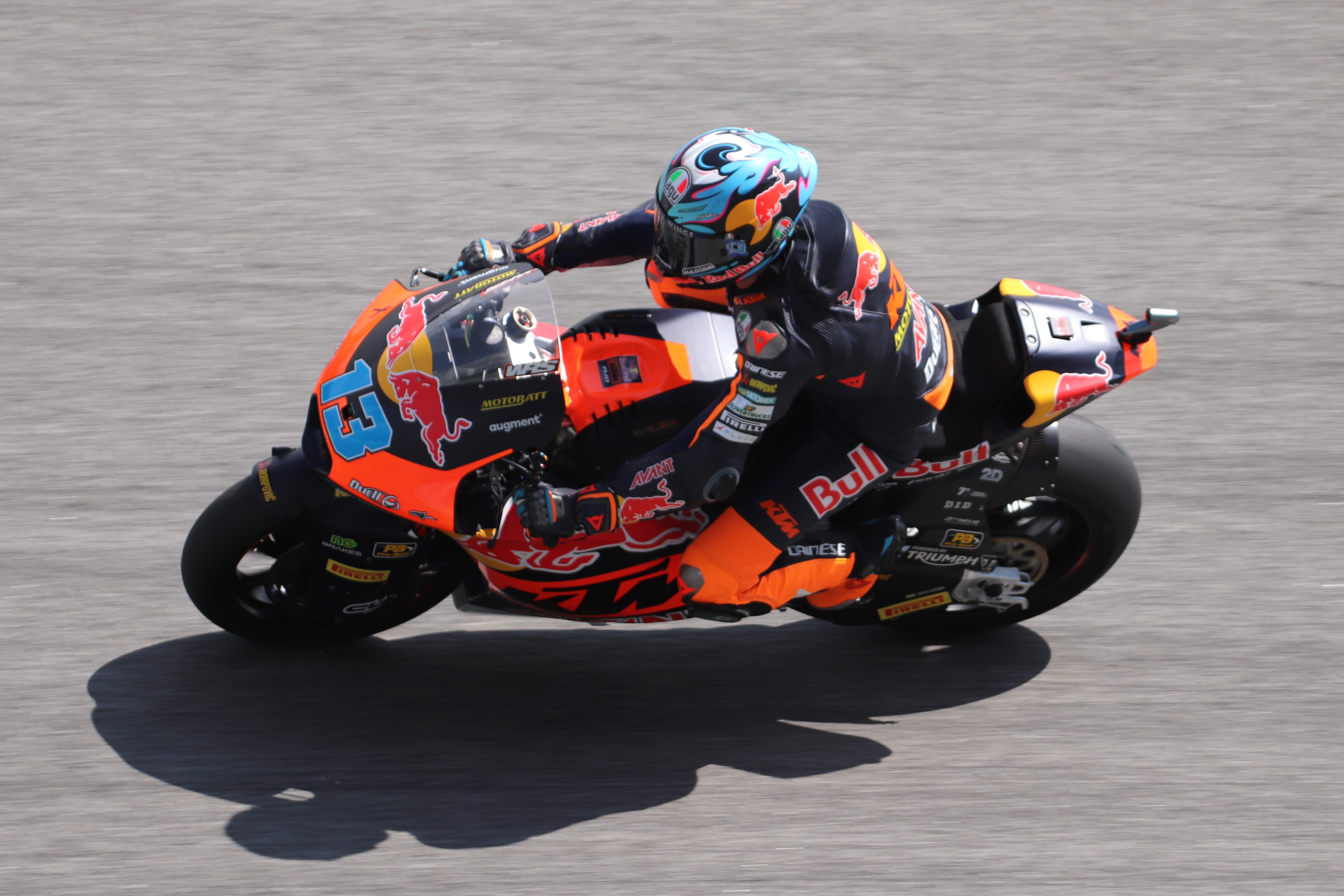
Vietti in pista a Sepang nel 2024, dove ottiene la sua nona vittoria nel motomondiale.

### Moto2
Il 7 novembre 2020 viene annunciata la sua partecipazione alla classe Moto2, con compagno di squadra Marco Bezzecchi. Nel 2021 ottiene come miglior risultato un quarto posto nel GP dell'Emilia Romagna e in Comunità Valenciana e chiude la stagione al dodicesimo posto con 89 punti. Il 6 marzo 2022 vince la sua prima gara in Moto2 al primo GP stagionale in Qatar, ripetendosi in Argentina e Catalogna. Dopo aver chiuso la prima metà della stagione da leader della classifica, Vietti è protagonista di una seconda parte di campionato meno brillante, caratterizzata da diversi ritiri, conclude la stagione al settimo posto nel mondiale. Nel 2023 rimane nello stesso team, che viene rinominato Fantic Racing in virtù dell'accordo tra le due aziende; il compagno di squadra è lo spagnolo Borja Gómez. In questa stagione di transizione Vietti ottiene un'importante vittoria in Austria, dove riesce ad avere la meglio su Pedro Acosta, e conquista un secondo posto a Misano dopo essere partito dalla pole position. Conclude il campionato, pur dovendo saltare qualche gara per infortunio, in decima posizione. A settembre del 2023 viene annunciato il passaggio da Fantic a Red Bull Ktm Ajo.
Presso la compagine finlandese trova l'esordiente Deniz Öncü come compagno di squadra. Ad inizio stagione fatica a trovare una certa competitività; in Austria ritorna al successo dopo un anno (terza vittoria per il piemontese al Red Bull Ring) ripetendosi poi a Misano e nel finale di campionato a Sepang. Conclude il 2024 nella stessa posizione del 2022: con lo stesso numero di punti e di vittorie.

## Risultati nel motomondiale
| 2018 | Classe | Moto |  |  |  |  |  |  |  |  |  |  |  |  |  |  |  |    |   |     |    |  |  |  | Punti | Pos. |
| ---- | ------ | ---- |  |  |  |  |  |  |  |  |  |  |  |  |  |  |  | -- | - | --- | -- |  |  |  | ----- | ---- |
| 2018 | Moto3  | KTM  |  |  |  |  |  |  |  |  |  |  |  |  |  |  |  | 14 | 3 | Rit | 10 |  |  |  | 24    | 25º  |

| 2019 | Classe | Moto |   |    |   |   |   |   |   |     |     |    |   |   |     |    |   |   |     |   |   |  |  |  | Punti | Pos. |
| ---- | ------ | ---- | - | -- | - | - | - | - | - | --- | --- | -- | - | - | --- | -- | - | - | --- | - | - |  |  |  | ----- | ---- |
| 2019 | Moto3  | KTM  | 5 | 14 | 9 | 3 | 7 | 9 | 3 | Rit | Rit | 19 | 4 | 9 | Rit | 14 | 6 | 3 | Rit | 5 | 8 |  |  |  | 135   | 6º   |

| 2020 | Classe | Moto |    |   |   |    |   |   |     |   |   |   |   |   |    |    |   |  |  |  |  |  |  |  | Punti | Pos. |
| ---- | ------ | ---- | -- | - | - | -- | - | - | --- | - | - | - | - | - | -- | -- | - |  |  |  |  |  |  |  | ----- | ---- |
| 2020 | Moto3  | KTM  | 28 | 5 | 3 | 13 | 5 | 1 | Rit | 2 | 8 | 1 | 9 | 5 | 23 | 24 | 7 |  |  |  |  |  |  |  | 146   | 5º   |

| 2021 | Classe | Moto  |    |   |     |    |    |    |    |    |    |   |   |    |    |    |     |   |   |   |  |  |  |  | Punti | Pos. |
| ---- | ------ | ----- | -- | - | --- | -- | -- | -- | -- | -- | -- | - | - | -- | -- | -- | --- | - | - | - |  |  |  |  | ----- | ---- |
| 2021 | Moto2  | Kalex | 12 | 7 | Rit | 18 | 19 | 16 | 14 | 15 | 10 | 6 | 6 | 12 | 15 | 10 | Rit | 4 | 6 | 4 |  |  |  |  | 89    | 12º  |

| 2022 | Classe | Moto  |   |   |   |     |   |   |   |     |   |     |   |   |     |     |    |     |    |     |     |     |  |  | Punti | Pos. |
| ---- | ------ | ----- | - | - | - | --- | - | - | - | --- | - | --- | - | - | --- | --- | -- | --- | -- | --- | --- | --- |  |  | ----- | ---- |
| 2022 | Moto2  | Kalex | 1 | 2 | 1 | Rit | 2 | 6 | 8 | Rit | 1 | Rit | 4 | 6 | Rit | Rit | 10 | Rit | 10 | Rit | Rit | Rit |  |  | 165   | 7º   |

| 2023 | Classe | Moto  |    |    |   |     |   |   |    |    |    |   |    |   |    |     |     |     |     |     |   |     |  |  | Punti | Pos. |
| ---- | ------ | ----- | -- | -- | - | --- | - | - | -- | -- | -- | - | -- | - | -- | --- | --- | --- | --- | --- | - | --- |  |  | ----- | ---- |
| 2023 | Moto2  | Kalex | 11 | 13 | 9 | Rit | 4 | 5 | 10 | 10 | 12 | 1 | 10 | 2 | NP | Inf | Inf | Rit | Rit | Rit | 6 | Rit |  |  | 116   | 10º  |

| 2024 | Classe | Moto  |   |   |    |   |     |     |   |    |   |   |   |    |     |   |    |   |     |     |   |     |  |  | Punti | Pos. |
| ---- | ------ | ----- | - | - | -- | - | --- | --- | - | -- | - | - | - | -- | --- | - | -- | - | --- | --- | - | --- |  |  | ----- | ---- |
| 2024 | Moto2  | Kalex | 9 | 7 | 10 | 9 | Inf | Rit | 7 | 10 | 5 | 3 | 1 | 10 | Rit | 1 | 12 | 7 | Inf | Inf | 1 | Rit |  |  | 165   | 7º   |

| 2025 | Classe | Moto       |     |   |    |   |   |   |   |    |   |    |   |   |   |  |  |  |  |  |  |  |  |  | Punti | Pos. |
| ---- | ------ | ---------- | --- | - | -- | - | - | - | - | -- | - | -- | - | - | - |  |  |  |  |  |  |  |  |  | ----- | ---- |
| 2025 | Moto2  | Boscoscuro | Rit | 3 | 20 | 7 | 7 | 8 | 6 | 18 | 5 | 11 | 5 | 5 | 3 |  |  |  |  |  |  |  |  |  | 106   |      |

| Legenda | 1º posto        | 2º posto            | 3º posto            | A punti      | Senza punti        | Grassetto – Pole position Corsivo – Giro più veloce |
| Legenda | Gara non valida | Non qual./Non part. | Ritirato/Non class. | Squalificato | '-' Dato non disp. | Grassetto – Pole position Corsivo – Giro più veloce |